# ایست ریوردیل (مریلند)
ایست ریوردیل (به انگلیسی: East Riverdale) شهری در ایالت مریلند کشور ایالات متحده آمریکا است که جمعیت آن در سرشماری سال ۲۰۱۰ میلادی، ۱۵٬۵۰۹ نفر بوده‌است.